# Aosa
Aosa ist eine Pflanzengattung aus der Familie der Blumennesselgewächse (Loasaceae). Sie enthält sieben Arten, die in Südamerika beheimatet sind.

## Beschreibung
Es handelt sich um Sträucher oder einjährige beziehungsweise ausdauernde krautige Pflanzen, die mit Nesselhaaren besetzt sind. Die unteren Blätter sind gegenständig, die oberen häufig spiralförmig angeordnet. Die Blattspreiten sind länglich, eiförmig oder annähernd kreisförmig und einfach oder gelappt mit gekerbtem oder gezähntem Rand.
Die Blütenstände sind kompliziert, endständig und thyrsenähnlich mit dichasischen oder selten monochasischen Parakladien. Vorblätter fehlen.
Die Kronblätter sind grün bis cremefarben. Die äußeren Staminodien sind verwachsen und bilden ein grün und braunes oder rot und gelbes Schuppenblatt (nectar scale), an dessen äußerer Seite drei fadenförmige Fortsätze stehen, die Spitze läuft entweder in drei kleinen Lappen aus oder ist ganzrandig und zurückgebogen.
Der annähernd runde bis keulenförmige Fruchtknoten ist unterständig bis weitgehend oberständig, gelegentlich gebogen und öffnet sich anhand von fünf Klappen an der Spitze der Frucht. Die Chromosomenzahl beträgt 2n=24.

## Verbreitung
Sechs Arten finden sich in Ost-Brasilien, eine in Hispaniola, eine in Costa Rica.

## Systematik
Erstbeschrieben wurde Aosa 1997 bzw. 2006 im Rahmen umfangreicher systematischer Arbeiten zur Familie durch Maximilian Weigend.
Die Gattung wird in die Unterfamilie Loasoideae, Tribus Loaseae eingeordnet. Zur Gattung zählen etwa acht Arten:
- Aosa gilgiana (Urb.) Weigend: Sie kommt im östlichen Brasilien vor.
- Aosa grandis (Standl.) R.H. Acuña & Weigend: Sie kommt von Costa Rica bis ins nordwestliche Kolumbien vor.[2]
- Aosa parviflora (Schrad. ex DC.) Weigend: Sie kommt im östlichen Brasilien vor.
- Aosa plumieri (Urb.) Weigend: Sie kommt in Hispaniola vor.
- Aosa rostrata (Urb.) Weigend: Sie kommt im östlichen Brasilien vor.
- Aosa rupestris (Gardner) Weigend: Sie kommt im östlichen Brasilien vor.
- Aosa sigmoidea Weigend: Sie wurde 1999 aus dem brasilianischen Bundesstaat Minas Gerais erstbeschrieben.
- Aosa uleana (Urb. & Gilg) Weigend: Sie kommt im östlichen Brasilien vor.

## Nachweise
- Maximilian Weigend: Loasaceae. In: Klaus Kubitzki (Hrsg.): The Families and Genera of Vascular Plants. Volume 6: Flowering Plants, Dicotyledons: Celastrales, Oxalidales, Rosales, Cornales, Ericales. Springer, Berlin / Heidelberg / New York 2004, ISBN 3-540-06512-1, S. 248 (englisch, eingeschränkte Vorschau in der Google-Buchsuche).
- Maximilian Weigend: Familial and generic classification. Online, Zugriff am 1. August 2008